# Favourite Worst Nightmare
Favourite Worst Nightmare är det brittiska indierockbandet Arctic Monkeys andra album, utgivet 18 april 2007. Det blev etta på UK Albums Chart och utsågs till bästa brittiska album på BRIT Awards 2008.

## Låtlista
1. "Brianstorm" - 2:50
2. "Teddy Picker" - 2:43
3. "D Is for Dangerous" - 2:16
4. "Balaclava" - 2:49
5. "Fluorescent Adolescent" - 2:58
6. "Only Ones Who Know" - 3:03
7. "Do Me a Favour" - 3:27
8. "This House Is a Circus" - 3:10
9. "If You Were There, Beware" - 4:34
10. "The Bad Thing" - 2:23
11. "Old Yellow Bricks" - 3:11
12. "505" - 4:14